# Orthopsyche thomasi
Orthopsyche thomasi là một loài Trichoptera trong họ Hydropsychidae. Chúng phân bố ở miền Australasia.